# بچه‌های ابدی
بچه‌های ابدی فیلمی ایرانی به کارگردانی، نویسندگی و تهیه‌کنندگی پوران درخشنده است که در سال ۱۳۸۵ منتشر شد.

## خلاصه فیلم
نگار در آستانه ازدواجش با ایمان درمی‌یابد که او تعهدی در زندگیش دارد که نمی‌تواند آن را به خاطر ازدواج، نادیده بگیرد. نگار دچار تردید می‌شود.
ایمان برادری مبتلا به سندروم دان دارد که به شدت به او وابسته است، داستان فیلم حول محور تلاش ایمان برای ساختن وضعیت مناسبی برای برادرش، قبل از ازدواجش می‌چرخد.

## جشنواره‌ها
جشنواره‌های فیلم بچه‌های ابدی به شرح زیر است:
- سیمرغ بلورین نقش دوم زن (پانته‌آ بهرام) در جشنواره فیلم فجر - دوره بیست و پنجم
- دیپلم افتخار بهترین موسیقی متن (کامبیز روشن‌روان) در جشنواره فیلم فجر - دوره بیست و پنجم
- پروانه زرین بهترین بازیگری (علی احمدی‌فر) در جشنواره فیلم‌های کودکان و نوجوانان - دوره بیست و یکم
- پروانه زرین بهترین دستاورد هنری و فنی و بهترین کارگردانی (پوران درخشنده) در جشنواره فیلم‌های کودکان و نوجوانان - دوره بیست و یکم
- جایزه بهترین فیلم تماشاگران در جشنواره فیلم‌های کودکان و نوجوانان - دوره بیست و یکم
- شرکت در جشن خانه سینما ـ دوره یازدهم